# Cyrtopogon perspicax
Cyrtopogon perspicax là một loài ruồi trong họ Asilidae. Cyrtopogon perspicax được Cole miêu tả năm 1919. Loài này phân bố ở vùng Tân Bắc giới.